# چاتال‌چام (آماسیه)
چاتال‌چام (به ترکی استانبولی: Çatalçam) یک منطقهٔ مسکونی در ترکیه است که در آماسیه واقع شده‌است.